# Aeroportul Hacaritama
Aeroportul Hacaritama (IATA: HAY, ICAO: SKAG) este un aeroport din Cesar⁠(d), Columbia ce deservește zona Aguachica⁠(d). Aeroportul a fost tranzitat în 2022 de 11.025 de pasageri.
Situat la o altitudine de 166 m, aeroportul dispune de o singură pistă. Este operat de Aeronaútica Civil de Colombia⁠(d).